# Villiers (Indre)
Villiers ist eine französische Gemeinde mit 174 Einwohnern (Stand: 1. Januar 2022) im Département Indre in der Region Centre-Val de Loire. Sie gehört zum Arrondissement Le Blanc und zum Kanton Le Blanc. Die Einwohner werden Villaréens genannt.

## Geographie
Villiers liegt im Regionalen Naturpark Brenne (frz.: Parc naturel régional de la Brenne), etwa 37 Kilometer westnordwestlich von Châteauroux. Nachbargemeinden von Villiers sind Murs im Norden und Nordwesten, Clion im Norden, Arpheuilles im Nordosten, Saulnay im Osten, Mézières-en-Brenne im Süden sowie Paulnay im Süden und Westen.

## Bevölkerungsentwicklung
| 1962                      | 1968 | 1975 | 1982 | 1990 | 1999 | 2006 | 2017 |
| ------------------------- | ---- | ---- | ---- | ---- | ---- | ---- | ---- |
| 431                       | 353  | 276  | 230  | 177  | 189  | 193  | 170  |
| Quelle: Cassini und INSEE |      |      |      |      |      |      |      |

## Sehenswürdigkeiten
- Kirche Saint-Maurice
- Schloss Burlande